# Lassie Lou Ahern
Lassie Lou Ahern (Los Angeles, 25 giugno 1920 – Prescott, 15 febbraio 2018) è stata un'attrice statunitense, era conosciuta soprattutto per le sue ricorrenti apparizioni nel serial Simpatiche canaglie (Our Gang). La Ahern era anche conosciuta per il suo ruolo di Little Harry nel film muto del 1927 La capanna dello zio Tom.

## Biografia

### Primi anni di vita
Lassie Lou Ahern è nata il 25 giugno 1920 a Los Angeles, in California, terza di quattro figli di Fred e Elizabeth Ahern.

### Carriera cinematografica
La Ahern, sorella maggiore dell'attrice Peggy Ahern, iniziò la sua carriera da attrice nel 1923 nel film muto The Call of the Wild, prodotto da Hal Roach. Fu l'attore Will Rogerss a raccomandare suo padre affinché indirizzasse la Ahern e sua sorella nel mondo dello spettacolo. L'attrice ha continuò comparendo in numerosi film di Our Gang sotto lo studio Hal Roach, tra cui Cradle Robbers, ed è stata uno degli ultimi membri sopravvissuti del cast della serie. Nel 1927, gli Universal Studios stavano creando la cabina dello zio Tom. Non soddisfatto dei ragazzi che hanno fatto l'audizione per il ruolo di Little Harry, Ahern è stato contattato e ha chiesto di prendere la parte. La sua recitazione nel film si è rivelata un successo e ha vinto le migliori recensioni della sua carriera. Nonostante ciò, la sua carriera di attrice bambina si è conclusa lo stesso anno, con Little Mickey Grogan che è stato il suo ultimo film muto e il suo unico film ad averla interpretata come protagonista (al fianco di Frankie Darro). Nel 2016 è stata avviata una campagna di crowdfunding per finanziare un progetto di restauro del film, in seguito a una simile campagna nel 2015 per acquisire una copia digitale di Little Mickey Grogan a Parigi. Nel 1932, collaborò con sua sorella Peggy e iniziò a mettere in scena spettacoli che includevano il ballo, il canto e il suonare strumenti. Il duo è stato classificato come "The Ahern Sisters" e per la maggior parte è apparso nei nightclub e negli hotel. Più tardi, Lassie ha continuato a lavorare come insegnante di danza presso l'Ashram Health Spa, dove molte star conosciute erano studenti. Durante gli anni '70, ha fatto diverse apparizioni in spettacoli televisivi come The Odd Couple.

### Morte
Ahern morì a Prescott, in Arizona, il 15 febbraio 2018, di complicazioni da influenza all'età di 97 anni. Al momento della sua morte, era una delle tre sopravvissute all'età silenziosa dei membri della Our gang.

## Riconoscimenti
- Young Hollywood Hall of Fame (1920's)

## Filmografia

### Cinema
- Il richiamo della foresta (Call of the Wild), regia di Fred Jackman  (1923)
- Derby Day, regia di Robert F. McGowan - cortometraggio (1923)
- That Oriental Game, regia di Noel M. Smith - cortometraggio (1924)
- The Fortieth Door, regia di George B. Seitz - serial (1924)
- Going to Congress, regia di Rob Wagner - cortometraggio (1924)
- Cradle Robbers, regia di Robert F. McGowan - cortometraggio (1924)
- Jubilo, Jr., regia di Robert F. McGowan - cortometraggio (1924)
- Sweet Daddy, regia di Leo McCarey - cortometraggio (1924)
- The Sun Down Limited, regia di Robert F. McGowan - cortometraggio (1924)
- Fast Company, regia di Robert F. McGowan e Charley Chase - cortometraggio (1924)
- Robes of Sin, regia di Russell Allen (1924)
- Scusatemi tanto! (Excuse Me), regia di Alfred J. Goulding (1925)
- The Family Entrance, regia di Leo McCarey - cortometraggio (1925)
- Webs of Steel, regia di J.P. McGowan (1925)
- The Lost Express, regia di J.P. McGowan (1925)
- Hell's Highroad, regia di Rupert Julian (1925)
- The Dark Angel, regia di George Fitzmaurice (1925)
- Grazie! (Thank You), regia di John Ford (1925)
- His Wooden Wedding, regia di Leo McCarey (1925)
- Thundering Fleas, regia di Robert F. McGowan (1926)
- Prigionieri, regia di Edward Sloman (1927)
- Vendetta araba (The Forbidden Woman), regia di Paul L. Stein (1927)
- La capanna dello zio Tom (Uncle Tom's Cabin), regia di Harry A. Pollard (1927)
- Little Mickey Grogan, regia di James Leo Meehan (1927)
- La città delle donne rapite (City of Missing Girls), regia di Elmer Clifton (1941)
- Mister Big, regia di Charles Lamont (1943)
- Il capo famiglia (Top Man), regia di Charles Lamont (1943)
- Angoscia (Gaslight), regia di George Cukor (1944)
- Patrick the Great, regia di Frank Ryan (1945)

### Televisione
- Love, American Style
- Il mago
- La strana coppia
- Petrocelli